# Josephine Chanler
Josephine Hughes Chanler (* 7. April 1906 in St. Louis, Missouri; † 23. Dezember 1992 in Urbana, Illinois) war eine US-amerikanische Mathematikerin und Hochschullehrerin. Sie war Professorin an der University of Illinois at Urbana-Champaign.

## Leben und Werk
Chanler war das einzige Kind von Louisa Castle (Hughes) und James H. Chanler. Ihre Eltern trennten sich kurz nach ihrer Geburt und sie wuchs mit ihrer Mutter auf, die in Bowling Green (Kentucky) als Lehrerin arbeitete. Als Mädchen erkrankte sie an Poliomyelitis und musste sich später in ihrem Leben in regelmäßigen Abständen einer Behandlung unterziehen. Als sie eine Schülerin war, zogen sie und ihre Mutter nach Jacksonville (Florida), zogen dann aber wieder zurück nach Bowling Green, damit Chanler die Western Kentucky State Normal School and Teachers College besuchen konnte. Dort erwarb sie 1927 ihren Bachelor-Abschluss und unterrichtete danach zwei Jahre lang Mathematik an der High School in Bowling Green (Kentucky).
Ihre Mutter verpfändete das Haus, das sie in Bowling Green geerbt hatte und sie zogen 1929 nach Illinois, so dass Chanler an der Universität von Illinois ihre Abschlussarbeit beginnen konnte. Sie bekam im ersten Jahr keine Assistenzstelle, da sie ihren Bachelor-Abschluss nicht an einer voll akkreditierten Schule erhalten hatte. 1930 erwarb sie ihren Master an der University of Illinois at Urbana-Champaign mit einer unter der Leitung von Bessie Irving Miller verfassten Arbeit. Sie promovierte 1933 bei Arthur Byron Coble mit der Dissertation: Poristic Double Binary Forms.
Chanler verbrachte ihr Berufsleben an der University of Illinois Urbana-Champaign, obwohl sie Mitte der 1930er Jahre die Möglichkeit gehabt hätte, eine Stelle als Assistenzprofessorin an einer Frauenschule in Neuengland  zu übernehmen. Sie war bis 1937 Assistentin, 1935 mit einem monatlichen Gehalt von 142,50 Dollar. Anschließend war sie dort bis 1939 Ausbilderin, von 1939 bis 1945 Associate Professorin, dann Assistant Professorin, ab 1961 Associate Professorin und ging 1971 als außerordentliche Professorin in den Ruhestand.
In den Sommern während des Zweiten Weltkriegs unterrichtete Chanler Soldaten und von 1959 bis 1970 war sie in den Sommern Dozentin bei dem National Science Stiftungsinstitut für Hochschullehrer an der Saint Louis University.
Chanler lebte bis zum Tod ihrer Mutter 1948 mit dieser zusammen. Sie teilte sich ein Jahr lang eine Wohnung mit der Mathematikerin Echo Dolores Pepper, nachdem Peppers Mitbewohnerin Bessie I. Miller gestorben war. Die Mathematikerin Beulah Armstrong, die zwanzig Jahre lang Chanlers Kollegin war, verreiste nach dem Tod von Chanlers Mutter fast jeden Sommer mit Chanler und sie fuhren zusammen zu verschiedenen Sommer-Mathematik-Treffen. Chanler unterhielt viele Jahre nach ihrer Pensionierung eine Wohnung in Champaign, wo sie mit zahlreichen ehemaligen Studenten in Kontakt blieb und diese in Mathematik unterrichtete.

## Mitgliedschaften
- American Mathematical Society
- Mathematical Association of America
- Sigma Delta Epsilon
- American Association of University Professors
- Phi Beta Kappa
- Sigma Xi
- Pi Mu Epsilon

## Veröffentlichungen (Auswahl)
- 1934: Poristic double binary forms. American Journal of Mathematics 56, S. 529–46.
- 1935: mit A. B. Coble: The geometry of the Weddle manifold Wp. American Journal of Mathematics 57, S. 183–218.
- 1937: The involution curve determined from a special pencil of n-ics. Transactions of the American Mathematical Society  42, S. 1–15.
- 1938: mit R. M. Thrall: Ternary trilinear forms in the field of complex numbers. Duke Mathematical Journal 4, S. 678–90.
- 1939: The invariant theory of the ternary trilinear form. Duke Mathematical Journal 5, S. 552–66.